# Воронецкое сельское поселение (Орловская область)
Воронецкое се́льское поселе́ние — муниципальное образование в Троснянском районе Орловской области Российской Федерации.
Административный центр — село Воронец.

## История
Статус и границы сельского поселения установлены Законом Орловской области от 19 ноября 2004 года № 444-ОЗ «О статусе, границах и административных центрах муниципальных образований на территории Троснянского района Орловской области».

## Население
| 2010 | 2012 | 2013 | 2014 | 2015 | 2016 | 2017 |
| ---- | ---- | ---- | ---- | ---- | ---- | ---- |
| 831  | ↘810 | ↘784 | ↘759 | ↘735 | ↘724 | →724 |
| 2018 | 2019 | 2020 | 2021 | 2023 |      |      |
| ↗727 | ↘720 | ↗729 | ↘714 | ↘703 |      |      |

## Состав сельского поселения
| №  | Населённый пункт | Тип населённого пункта       | Население |
| -- | ---------------- | ---------------------------- | --------- |
| 1  | Воронец          | село, административный центр | ↘349      |
| 2  | Горчаково        | село                         | ↘72       |
| 3  | Каменец          | деревня                      | ↘255      |
| 4  | Кулига           | посёлок                      | 1         |
| 5  | Лебедиха         | деревня                      | ↘100      |
| 6  | Лужок            | посёлок                      | 30        |
| 7  | Макеевский       | посёлок                      | 0         |
| 8  | Надежда          | хутор                        | 4         |
| 9  | Село             | посёлок                      | 10        |
| 10 | Шейка            | посёлок                      | 9         |